# 北京天泰宾馆
天泰宾馆（中国人民解放军火箭军招待所），位于北京市西城区南礼士路头条1号，隶属中国人民解放军火箭军后勤部。

## 简介
2012年8月，中国人民解放军第二炮兵后勤部招待所（天泰宾馆）开业，隶属中国人民解放军第二炮兵后勤部。2012年6月28日，由建峰建设集团股份有限公司负责施工的天泰宾馆工程获得第二炮兵优质营房工程奖。2015年12月，中国人民解放军第二炮兵升格为中国人民解放军火箭军，该宾馆隶属中国人民解放军火箭军后勤部，成为中国人民解放军火箭军招待所（天泰宾馆）。
天泰宾馆开业后，自2013年起承担每年“全国两会”中的全国人大会议代表团的接待任务。